# Kollett m/1872

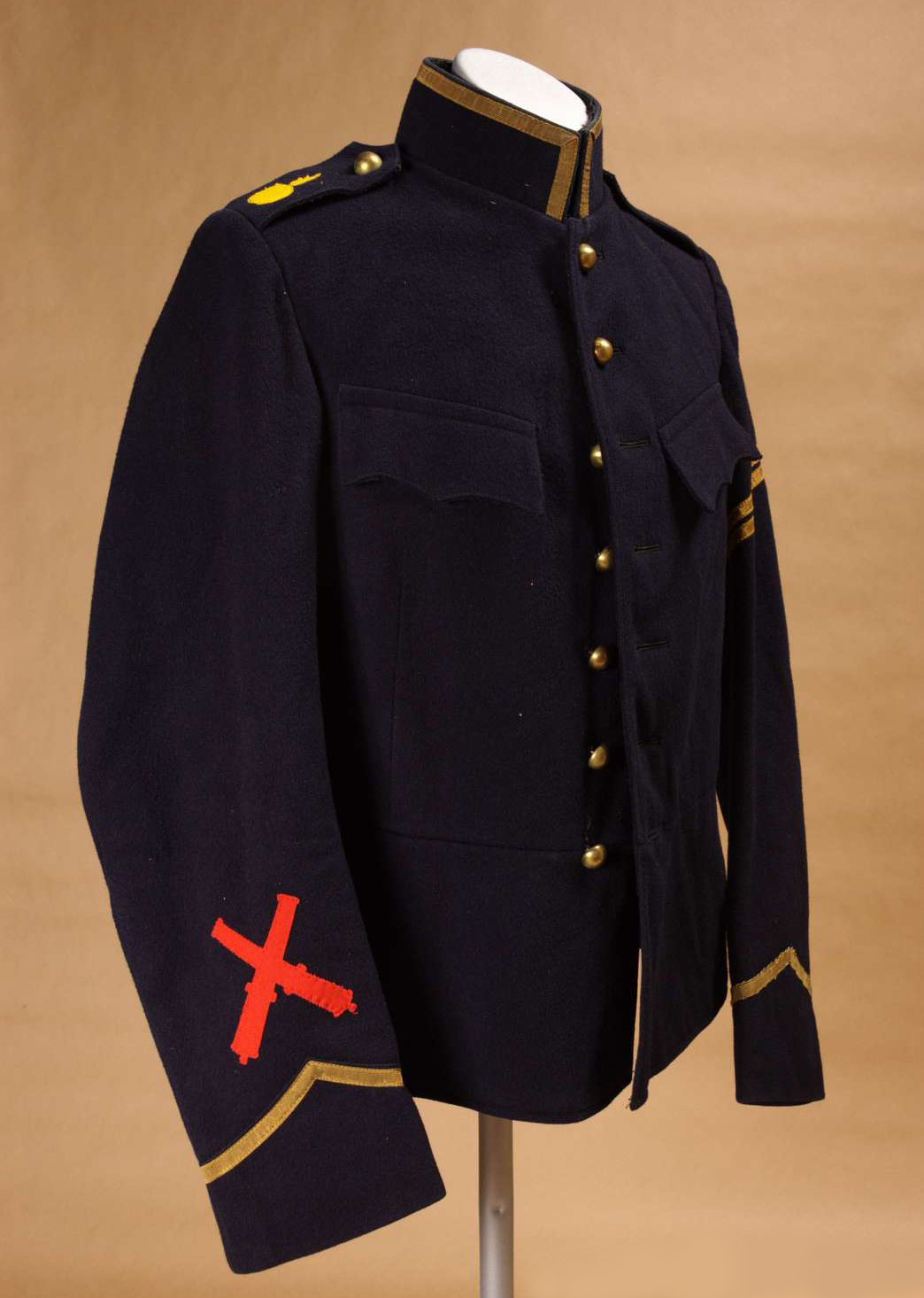
Kollett m/1872 för konstapel och riktare antagen vid furirskola.

Kollett m/1872 var en kollett som användes av försvarsmakten (dåvarande krigsmakten).

## Utseende
Denna kollett är av mörkblått kläde med en enradig knapprad om åtta knappar samt har en 4 - 4,5 cm hög ståndkrage att igenhäktas nedtill. Baktill finns två större knappar samt innerfickor i fållarna. Gradbeteckningen på kolletten var i form av ett visst antal stjärnor (för regementesofficerare även galoner). För underlöjtnant (senare fänrik) en stjärna, för löjtnant två samt för kapten tre stjärnor. Hos majorer bars utöver galonen en stjärna, hos överstelöjtnanter två stjärnor samt hos överstar tre stjärnor. Gruppbefäl ur manskapet bar gradbeteckning i form av band på kragen alternativt ärmuppslagen.

## Användning
Denna kollett bars av artilleriet som daglig dräkt.

## Fotografier

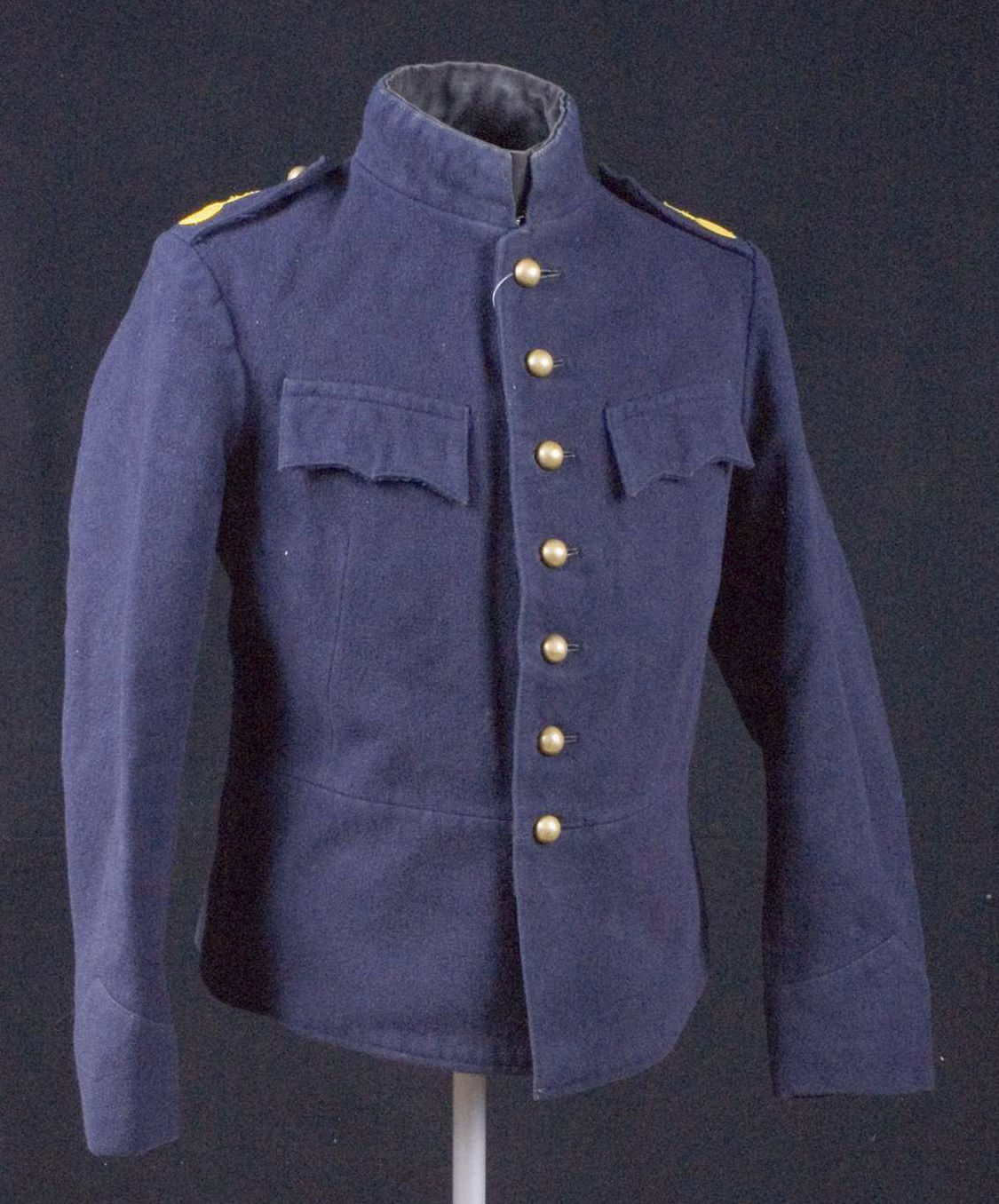
Kollett m/1872 för manskap vid artilleriet.